# Metálogo
Introducido por Miguel de Unamuno en su nivola Niebla (1914, Prólogo por Víctor Goti, quien es otro personaje ficticio inventado por el propio Unamuno) y recuperado con el mismo significado pero destinado a textos comunicacionales por Gregory Bateson, un metálogo es un diálogo acerca de algún tema problemático, en el que no solo se discute acerca del problema en sí sino que toda su estructura está dada de acuerdo con el mismo, de manera que se convierte en una gran ayuda para el desarrollo del proceso de aprendizaje.
Como su nombre indica, el metálogo o metadiálogo, es un diálogo acerca del mismo diálogo (análogo al metalenguaje), es decir, se trata de una forma comunicativa en la que implícita, y quizá explícitamente, se habla de cómo nos comunicamos, mientras, simultáneamente, se discuten otros temas de preocupación para el autor.
De manera análoga al diálogo platónico y al coloquio renacentista, el metálogo unamuniano-batesiano es una combinación entre retórica y didáctica, con la que se busca dar a entender de manera dinámica algún relato ficticio (por ejemplo, en la novelística) o algún tema de la enseñanza curricular.
- Datos: Q6012135